# Venstre (Norvegia)
Venstre (abbreviato V, in italiano Sinistra) è un partito politico norvegese, a orientamento socioliberale, chiamato spesso anche Partito Liberale.
A livello internazionale aderisce all'Internazionale liberale e all'ALDE.

## Storia

### Le origini
Il Venstre è stato fondato nel 1884. La parola venstre in norvegese significa sinistra. Alla fine del XIX secolo, infatti, il Venstre si contrapponeva alla Høyre, la destra. Si fece portatore delle istanze democratiche e del suffragio universale. Possono essere paragonati ai Whig, i liberali britannici, che hanno conteso il governo ai conservatori fino alla seconda guerra mondiale. I liberali norvegesi, infatti, possono essere definito un partito socioliberale o di sinistra liberale.
Fino al 1935 ha espresso sei Primi Ministri, poi è stato superato, come in Gran Bretagna, dal Partito Laburista Norvegese, che si fece portatore della nascente classe operaia. È stato, inoltre, indebolito dalla nascita, negli anni trenta, dei Democratici Cristiani e del Partito degli agricoltori (poi Partito Centrista) che si fecero portatori degli interessi del ceto medio norvegese. Dal secondo dopoguerra al 2005 ha preso parte a quattro governi di coalizione, senza, però, mai guidarli.

### Il calo dei consensi e la recente ripresa
Nel 1972, il partito subì la scissione dei membri europeisti che diedero vita al Nuovo Partito Popolare (Det Nye Folkepartiet), scissione in parte ricomposta solo nel 1988. Il partito andò sempre più perdendo consensi e, alle elezioni del 1985, decise, per la prima ed unica volta, di presentarsi in coalizione con i laburisti, ma non riuscì ad eleggere deputati.
Anche alle elezioni del elezioni parlamentari del 1989 il partito non riuscì ad eleggere alcun deputato. Nel 1993, il partito, pur non superando lo sbarramento del 4%, riuscì comunque ad eleggere un deputato. Alle elezioni del elezioni parlamentari del 1997, con il 4,4% dei consensi, ottenne sei seggi, che si ridussero a due nelle successive elezioni parlamentari del 2001, dopo le quali, però il partito entrò al governo ottenendo il ministero dei trasporti.
In occasione delle elezioni parlamentari del 2005, il partito ha incrementato i consensi, passando al 5,9% dei voti e a 10 seggi, ma è passato all'opposizione.

## Leader
- 1884-1884 Johan Sverdrup
- 1884-1889 Ole Anton Qvam
- 1889-1893 Johannes Steen
- 1893-1894 Viggo Ullmann
- 1894-1896 Ole Anton Qvam
- 1898-1900 Viggo Ullmann
- 1900-1903 Lars Holst
- 1903-1909 Carl Berner
- 1909-1927 Gunnar Knudsen
- 1927-1940 Johan Ludwig Mowinckel
- 1945-1952 Jacob S. Worm-Müller
- 1952-1964 Bent Røiseland
- 1964-1970 Gunnar Garbo
- 1970-1972 Helge Seip
- 1972-1974 Helge Rognlien
- 1974-1976 Eva Kolstad
- 1976-1982 Hans Hammond Rossbach
- 1982-1986 Odd Einar Dørum
- 1986-1990 Arne Fjørtoft
- 1990-1992 Håvard Alstadheim
- 1992-1996 Odd Einar Dørum
- 1996-2010 Lars Sponheim
- 2010– Trine Skei Grande

## Risultati elettorali
| Elezione          | Voti    | %   | Seggi    |
| ----------------- | ------- | --- | -------- |
| Parlamentari 2001 | 98.486  |     | 2 / 169  |
| Parlamentari 2005 | 156.081 |     | 10 / 169 |
| Parlamentari 2009 | 104.144 |     | 2 / 169  |
| Parlamentari 2013 | 148.320 |     | 9 / 169  |
| Parlamentari 2017 | 127.911 | 4,4 | 8 / 169  |
| Parlamentari 2021 | 137.433 | 4,6 | 8 / 169  |